# Pieter van de Venne

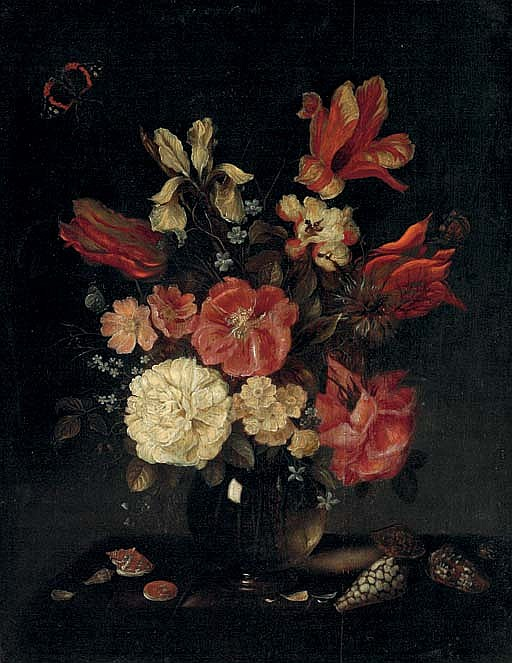
Natura morta floreale con rose, tulipani, nontiscordardimé

Pieter van de Venne (Middelburg, 1615  circa – L'Aia, 5 settembre 1657 (sepolto)) è stato un pittore olandese del secolo d'oro.

## Biografia
Figlio di Adriaen van de Venne e fratello di Huijbregt, apprese l'arte della pittura dal padre o da Evert van der Maes. Fu attivo all'Aia dal 1640 al 1657. Nel 1640 divenne membro della locale Corporazione di San Luca e nel 1656 fu tra i fondatori della Confrerie Pictura.
Dipinse soprattutto nature morte, in particolare floreali, e vanitas. Il riferimento ad una sua opera con rape in un inventario di Amsterdam del 1681, dimostra come in realtà l'artista realizzò anche nature morte con ortaggi. Inoltre, dipinse anche nature morte con conchiglie, come indicato da una sua opera del 1656, conservata a Detroit, pendant di una natura morte floreale presente in una collezione privata svedese.

## Opere
- Natura morta floreale con rose, tulipani, nontiscordardimé, olio su tavola, 53,3 × 35,9 cm